# Transports à Delhi

Carte de Delhi et New Delhi

Cet article présente diverses informations sur les moyens de transport à Delhi.

## Auto-rickshaws

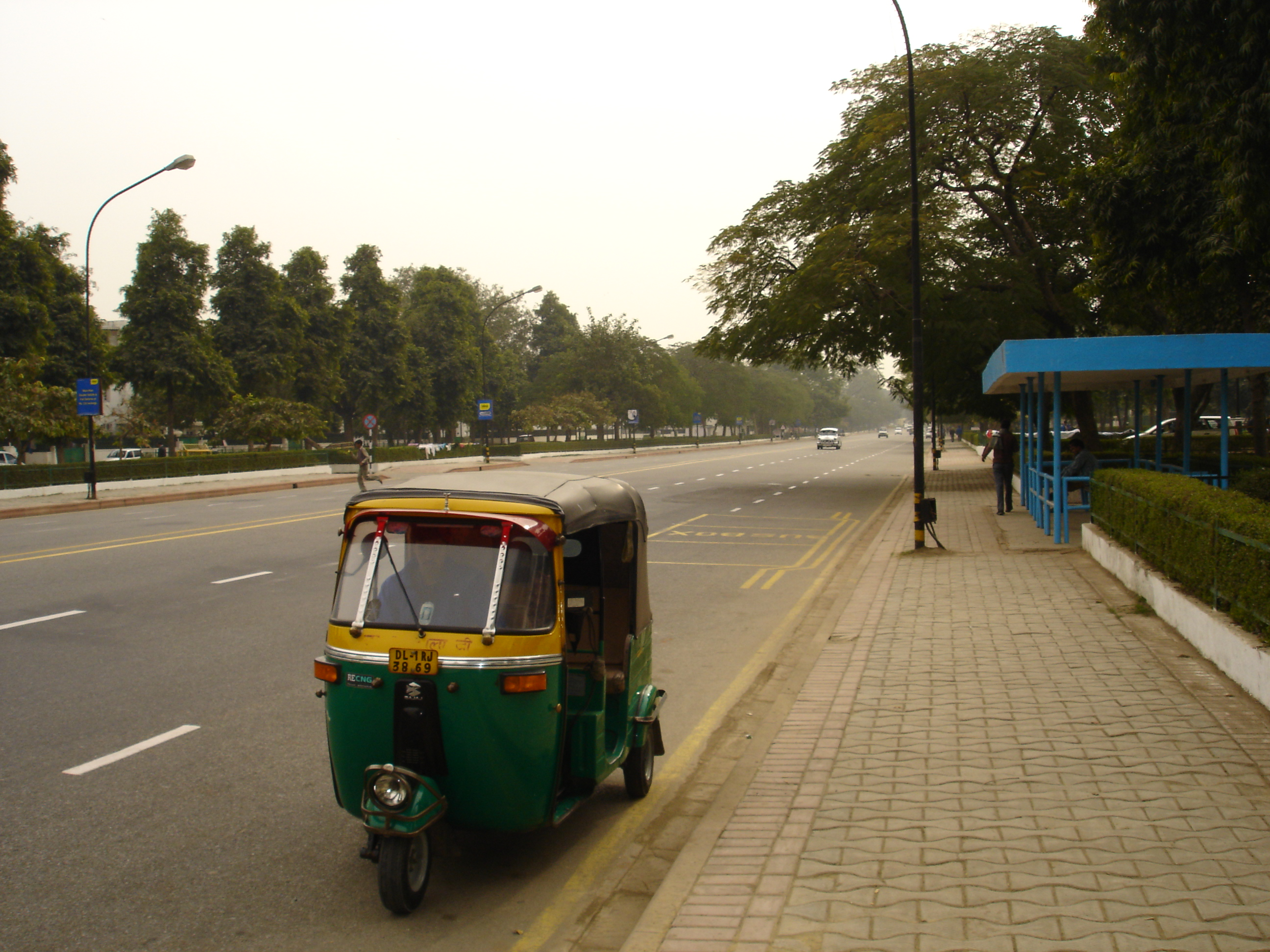
Auto-rickshaw dans une rue de New Delhi.

Les auto-rickshaws, également appelés auto ou rickshaw, représentent un des moyens de transport les plus populaires en ville en raison de leur disponibilité et de leur coût moins élevé que celui des taxis. Prendre un rickshaw à Delhi n'est pas évident car peu de chauffeurs acceptent de facturer la course au prix légal, c'est-à-dire au mètre, en appliquant le tarif officiel déterminé par le compteur électronique. Cette méthode abusive,  sur laquelle ils s'entendent tous, leur permet de largement arrondir leur salaire. Entre 23h00 et 5h00, le tarif appliqué est environ le double du tarif de jour. Avec l'introduction des compteurs électroniques remplaçant les anciens compteurs mécaniques, il est devenu beaucoup plus difficile de tricher sur le prix au mètre, pratique courante avec les compteurs mécaniques, car ces compteurs sont plus difficiles à trafiquer. Par ailleurs, des sanctions prises à l'encontre des fraudeurs poussent quelques chauffeurs à finalement appliquer le tarif officiel. C'est pourquoi il est très courant que le chauffeur affirme que son compteur ne fonctionne pas et impose son prix au client, prix qui double si ledit client est étranger. Mais cela ne pose que peu de problèmes car un prix d'entente est trouvé assez facilement. 

## Taxis
Bien qu'ils soient facilement accessibles, les taxis ne constituent pas un moyen de transport populaire à Delhi. La Delhi Transport Corporation (DTC), le service municipal qui gère les transports publics, le ministère indien des transports et quelques compagnies privées,  exploitent un parc de taxis. C'est le ministère des transports qui accorde l'autorisation d'exploiter un parc de taxis. Ces taxis privés, souvent appelés taxis pour touristes, fournissent un service de meilleure qualité que les taxis publics, mais ne possédant pas de compteurs de distance, le prix est généralement plus élevé. Pour prendre un taxi, il suffit de se rendre à un arrêt pour taxis ou bien de téléphoner à une des compagnies. Le plus simple étant d'en arrêter un dans la rue.

## Bus
Delhi possède un des plus importants réseaux de bus d’Inde. La majorité des bus qui desservent la ville sont exploités par l’entreprise publique des transports : la Delhi Transport Corporation (DTC) et quelques compagnies privées comme la BlueLine Transport Corporation. Les compagnies privées à l’instar des compagnies de taxis, doivent obtenir un permis délivré par le ministère des transports.
Chaque bus possède une bande de couleur qui détermine le tarif du bus. Les bus normaux de la DTC sont jaunes et le numéro de la ligne figure sur une plaque blanche. Leur tarif peut être de 2, 5, 7 ou 10 roupies. Les bus privés équivalents sont jaunes ou bleus. Les bus portant des bandes vertes et dont le numéro figure sur fond jaune avec la mention GL ont un tarif unique de 10 roupies.
La DTC gère désormais le plus grand parc de bus « verts » au gaz naturel au monde. Bien qu’ils ne possèdent pas les dernières technologies, ils polluent beaucoup moins que les vieux bus au diesel des autres compagnies d’état Road Transit Commissions (RTCs). Par ailleurs ils ne libèrent aucun nuage de particules de carbone à la figure du malheureux motocycliste qui attend au feu rouge à côté du bus, ce qui, directement et indirectement a fait évoluer de façon positive la qualité de l’air à Delhi et les maladies liées. Bientôt, une nouvelle flotte d'autobus desservira Delhi, promettant d’être hi-tech et propres.

## Train
Delhi possède un réseau ferroviaire organisé et efficace. L’Indian Railways, l’entreprise publique qui gère le réseau de chemin de fer, permet la connexion importante entre la ville et le reste du pays. Le système ferroviaire permet de relier facilement les différents quartiers de la ville et des banlieues. Les gares principales du réseau de Delhi sont Old Delhi, Hazrat Nizamuddin, New Delhi, Okhla, Pragati Maidan, Shahdara, Shakur Basti et Tilak Bridge.

## Avion

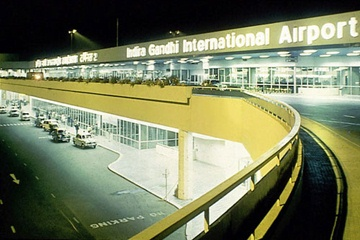
Aéroport international Indira Gandhi

L'Aéroport international Indira Gandhi (IGI), qui accueille les vols internationaux et domestiques, se situe au sud-ouest de la ville. En 2004, l’IGI a enregistré un trafic de plus de 8.5 millions de passagers, ce qui en fait un des aéroports les plus usités en Asie du sud. Cet aéroport est divisé en deux zones : le terminal 1 pour les liaisons domestiques et le terminal 2 pour les liaisons internationales. Le terminal 2 possède toutes les facilités modernes comme les magasins « duty free », les services de change et zones de repos et de divertissement. Cependant, les deux terminaux sont situés à 5km l’un de l’autre et le service de transport par navettes insuffisant, a posé quelques problèmes aux passagers dans le passé.
Les deux autres aéroports de Delhi sont Palam, qui fait désormais partie du complexe de l’aéroport international, et le club aéronautique Safdarjung. L'aéroport de Palam (autrefois RIAF Palam) est maintenant employé par l'Armée de l'Air indienne et le centre de recherche aéronautique (ARC) pour son programme d’étude sur les ailes.

## Pollution
En raison des embouteillages de plus en plus nombreux, le taux de pollution de Delhi a augmenté drastiquement au cours des années 90. En 1998, la cour suprême d'Inde a décrété que  tous les véhicules de transport en commun, y compris les bus, les taxis et les rickshaws devaient rouler au gaz naturel comprimé au lieu du diesel et autres hydrocarbures. La DTC gère désormais le plus grand parc de bus « verts » au gaz naturel au monde. Bien que la pollution due au transport routier ait diminué ces dernières années, elle demeure extrêmement haute. La banque mondiale a classé Delhi comme ville la plus polluée du monde. En plus de l’agrandissement du réseau de métro de Delhi, le gouvernement envisage actuellement plusieurs autres moyens de transport tels que le trolley, le monorail et les complexes de gestion de fret afin de satisfaire la demande en matière de transport, réduire les embouteillages et diminuer le taux de pollution.